# NGC 6089-1
NGC 6089-1 في الفهرس العام الجديد، هي مجرة، تقع في كوكبة الإكليل الشمالي. اكتشفت في 28 مايو 1791 بواسطة ويليام هيرشل.

## روابط خارجية
- NGC 6089-1 على موقع ويكي سكاي: DSS2, SDSS, GALEX, IRAS, Hydrogen α, X-Ray, Astrophoto, Sky Map, Articles and images